# パープルタウン 〜You Oughta Know By Now〜
『パープルタウン 〜You Oughta Know By Now〜』（パープルタウン ユー・オウタ・ノウ・バイ・ナウ）は、1980年7月21日に発売された八神純子の9枚目のシングルである。

## 解説
八神は1980年4月から54日間、アメリカのロサンゼルスへ留学し一般人家庭にホームステイしたが、このアメリカ滞在の体験をもとにして制作し、ニューヨークの街並みをパワフルに歌い上げた楽曲である。同年の日本航空・JALPAK「I LOVE NEWYORK キャンペーン」のCMソングに起用され、オリコン最高位2位、累計60万枚のセールスを記録する大ヒットとなった。
また、TBSテレビ『ザ・ベストテン』では、1980年9月4日に第9位で初登場、その後10月9日・10月16日と、2週連続で同番組唯一の第1位を獲得した。その後11月27日の第6位まで13週間連続でランクインした。
この曲は、前半はレイ・ケネディの「You Oughta Know By Now」（邦題：ロンリー・ガイ）のアレンジとメロディーラインの一部をベースに作曲され、後半サビの部分は八神のオリジナルという構成であった。しかし当初は『パープルタウン』の題名で発売され、さらに初回プレス盤にはケネディの名がクレジットされていなかったため、発売直後に「盗作ではないか」と騒ぎになった。これに対して発売元のディスコメイトレコードは、ケネディから楽曲使用の許可を取っていることと、原曲の権利関係が複雑な上にCM音源を急遽レコード化したことで手違いが生じたという事情を説明した。再プレス盤からはタイトルに原題「You Oughta Know By Now」が併記され、ケネディら3人が追加でクレジットされたことで和解した。こうして疑惑も晴れ、八神はこの曲で同年の『第31回NHK紅白歌合戦』に初出場を飾った。
また翌1981年には、鳥取県倉吉市のショッピングセンター「パープルタウン」のテーマソングとして採用されている。
八神にとってこの際のアメリカ滞在は人生を変える大きな契機となり、1983年にはプロデューサーにブルックス・アーサーを迎え、全曲英語のアルバム『I WANNA MAKE A HIT WIT-CHOO (恋のスマッシュヒット) 』をアメリカで制作・発表する。しかし自らの英語での表現に限界を感じたことから、さらに英語を学ぶべくアメリカ移住の夢を持つようになる。1986年にはイギリス人の音楽プロデューサー、ジョン・スタンレー (John Stanley)と結婚してハワイで挙式し、同年秋に渡米してカリフォルニア州シミバレーのウッドランチに居を構えた。結婚・出産後はロサンゼルスに活動の拠点を移し、1990年代には日本での音楽活動はコンサートのたびに来日する形をとっていた。この曲は八神の人生の転機を象徴する記念碑的な歌となった。

## 収録曲
全作詞：三浦徳子
1. パープルタウン〜You Oughta Know By Now〜（4分8秒）
作曲：八神純子・Ray Kennedy・Jack Conrad・David Foster、編曲：大村雅朗
2. 漂流（3分52秒）
作曲：八神純子、編曲：戸塚修

## リリース日一覧
| 地域 | リリース日    | レーベル                | 規格                   | カタログ番号 | 備考                     |
| ---- | ------------- | ----------------------- | ---------------------- | ------------ | ------------------------ |
| 日本 | 1980年7月21日 | ディスコメイトレコード  | シングル盤             | DSF-204      | STEREO                   |
| 日本 | 2007年8月1日  | YAMAHA MUSIC PUBLISHING | デジタル・ダウンロード | 260763683    | iTunes Store             |
| 日本 | 2012年10月1日 | YAMAHA MUSIC PUBLISHING | デジタル・ダウンロード | DSF-204      | mora AAC-LC 320kbps 歌詞 |

## タイアップ
| 曲順 | 曲名                                      | タイアップ                                       | 備考 |
| ---- | ----------------------------------------- | ------------------------------------------------ | ---- |
| A1   | パープルタウン 〜You Oughta Know By Now〜 | 日本航空I♡NYキャンペーン イメージ・ソング        |      |
| A1   | パープルタウン 〜You Oughta Know By Now〜 | ショッピングセンター パープルタウン テーマソング |      |

## カバー
パープルタウン 〜You Oughta Know By Now〜
- かとうれいこ（1991年、ビデオ『魅て！ライヴスペシャル』収録）
- 松本孝弘 featuring 竹井詩織里（2003年、アルバム『THE HIT PARADE』収録）
- ジェニファー（2014年、アルバム『COVER 80's』収録）